# Carmenia
Carmenia is een geslacht van hooiwagens uit de familie Sclerosomatidae.
De wetenschappelijke naam Carmenia is voor het eerst geldig gepubliceerd door Roewer in 1915. 

## Soorten
Carmenia is monotypisch en omvat slechts de volgende soort:
- Carmenia bunifrons